# فلسطينيو الأرجنتين
الهجرة الفلسطينية إلى الأرجنتين هي حركة الهجرة من فلسطين إلى الأرجنتين. يقدر موقع مشروع جوشوا بنحو 1,100 نسمة من الفلسطينيين وذريتهم في الأرجنتين ممن يحملون الوثائق الفلسطينية.

## التاريخ والخصائص

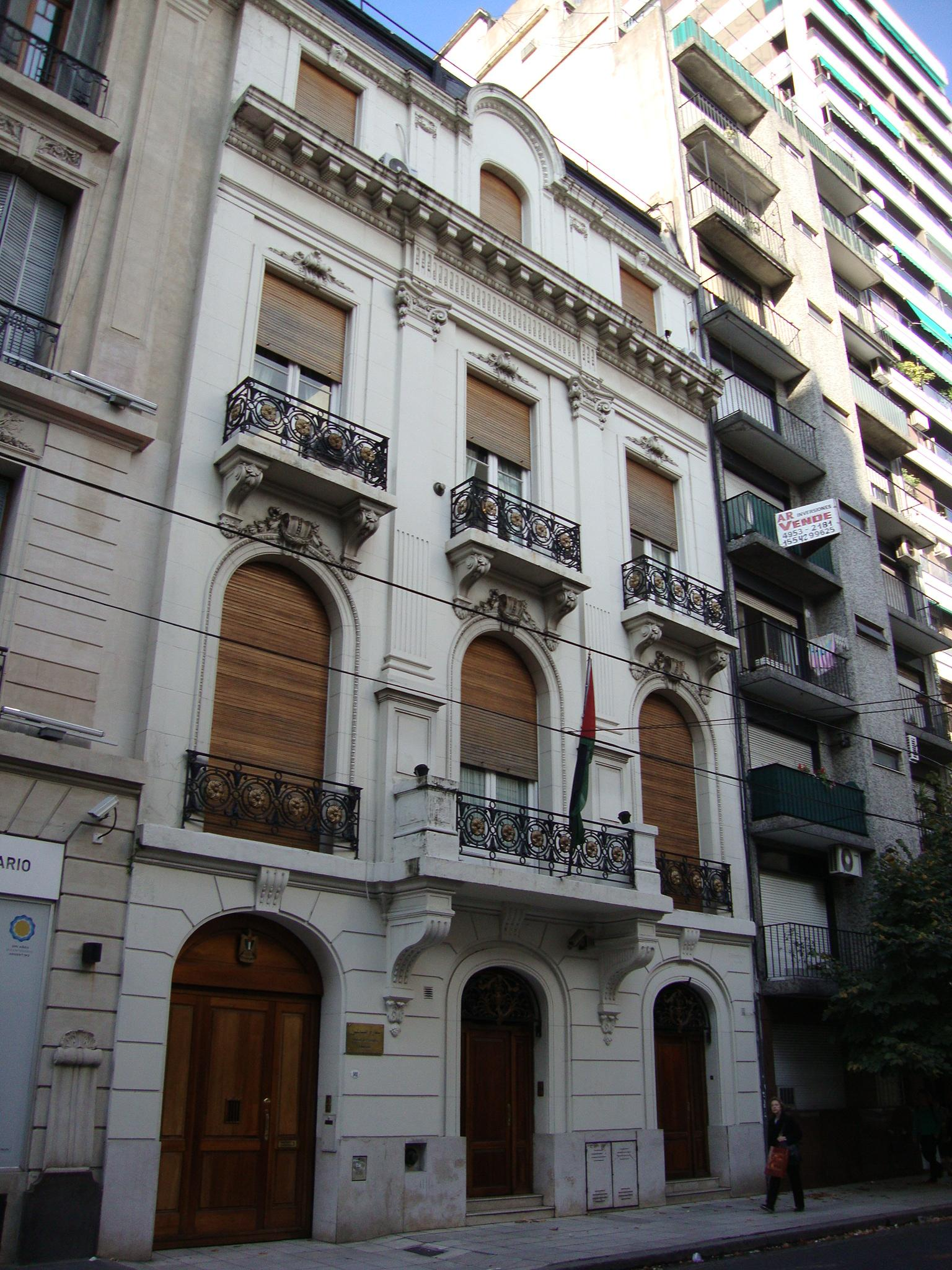
سفارة فلسطين في بوينس ايرس.

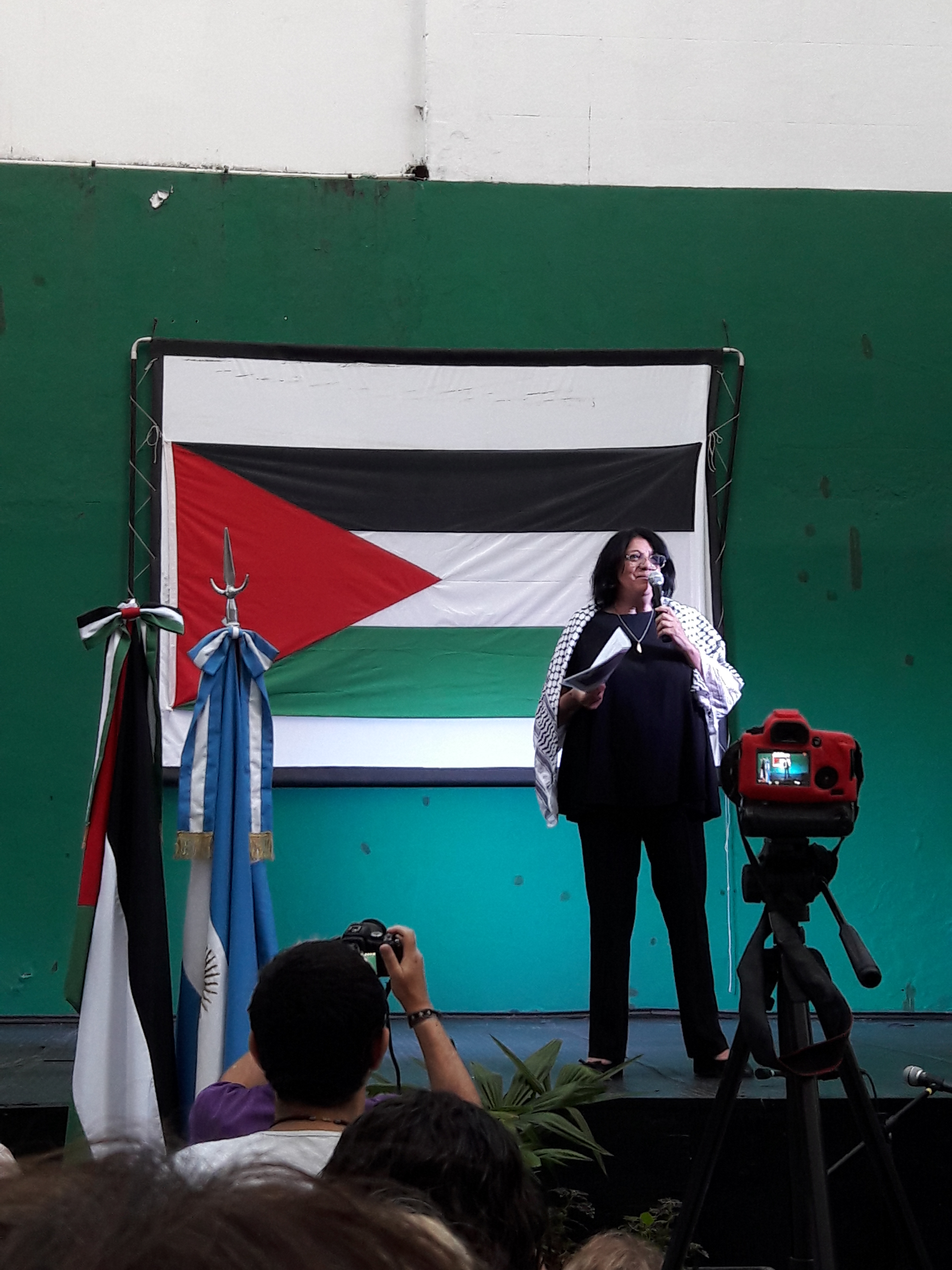
تيلدا ربيع، رئيسة اتحاد الكيانات الأرجنتينية الفلسطينية.

يوجد في الأرجنتين جالية فلسطينية صغيرة ، رغم أنها ثالث أكبر جالية عربية بعد السوريين واللبنانيين فيها. 
في النصف الأول من القرن العشرين، وصل معظم المهاجرين بالفعل إلى بوينس آيرس لكنهم استقروا في تشيلي والذي يوجد فيه معظم الفلسطينيين خارج الشرق الأوسط. كانوا غالبيتهم من المسيحيين من الدولة العثمانية الذين بعد وصولهم إلى الأرجنتين، عبروا سلسلة جبال الأنديز بالبغال. كانت هناك مجموعة صغيرة من المسلمين واليهود الناطقين بالعربية ، وصلوا في الحالة الأخيرة قبل إنشاء عام 1948 إلى الأرجنتين. 
في نهاية الثلاثينيات من القرن العشرين، كانت جمعية الخير الفلسطينية في روساريو موجودة، وعلى اتصال مع المجتمع العربي الإسلامي في قرطبة في الأرجنتين. سجل التعداد الأرجنتيني لعام 1960 ما مجموعه 1086 فلسطينيًا. بحلول عام 1985، قدرت وزارة الخارجية الأردنية حوالي 3,000 مهاجر فلسطيني، بعضهم يصل بجوازات سفر أردنية.
في عام 1989، تم افتتاح مكتب إعلامي فلسطيني في الأرجنتين، وتم تنصيب الوفد الأول في روزاريو ثم الوفد الثاني في بوينس آيرس لطلب تمثيل دبلوماسي من منظمة تحرير فلسطين. بدأ الوفد الدبلوماسي مهامه في عام 1999. 

## اللاجئون الفلسطينيون
في أكتوبر 2014، أطلقت الحكومة الأرجنتينية «برنامج سوريا» الذي استفاد منه أكثر من 100 شخص بقليل، لتسهيل وصول المواطنين المتضررين من الحرب الأهلية السورية الراغبين في الاستقرار في البلاد.
قدم هذا البرنامج للمستفيدين منه تأشيرة دخول تسمح بالإقامة المؤقتة وإمكانية معالجة الإقامة الدائمة. لم تستهدف المبادرة الأشخاص من الجنسية السورية فحسب، بل كانت تستهدف أيضًا اللاجئين الفلسطينيين في البلاد. 
في عام 2008 ، كانت حكومة الولايات المتحدة ستعرض على السلطة الوطنية الفلسطينية أراضٍ في الأرجنتين من أجل توطين اللاجئين الفلسطينيين. 

## الثقافة الشعبية
في عام 2015، تم إطلاق الفيلم الوثائقي فلسطيني العودة إلى الوطن، وهو حق العودة إلى أرضنا، والذي يحكي عن توطين الفلسطينيين في الأرجنتين وتشيلي. 
سنويا، تحتفل السفارة بيوم الأرض الفلسطيني مع أفراد المجتمع، يشمل الاحتفال الموسيقى والرقص والشعر باللغة العربية. 

## أعلام ملحوظون

### لاعبو كرة قدم أرجنتينيون فلسطينيون
في عام 2012، تم استدعاء لاعب كرة القدم دانيال مصطفى من أصول فلسطينية إلى منتخب فلسطين لكرة القدم. فعل لاعبو كرة القدم بابلو عبد الله وأليخاندرو نايف الشيء نفسه في عام 2006 ،     وكذلك كارلوس سالوم في عام 2016. 